# Percy Rodriguez
Percy Rodriguez; auch Percy Rodrigues (* 13. Juni 1918 in Montréal, Québec; † 6. September 2007 in Indio, Kalifornien) war ein kanadischer Schauspieler.

## Leben
Der afrokanadische Schauspieler Percy Rodriguez begann seine Filmkarriere in den 1950er Jahren in Film und Fernsehen seiner Heimat Kanada. Schon Ende der 50er Jahre trat er auch erstmals in US-amerikanischen Produktionen auf. Bis in die zweite Hälfte der 1980er Jahre wirkte er in mehr als 80 Film- und Fernsehproduktionen mit, darunter in fast 20 Kinoproduktionen. Dabei konnte er meist vermeiden, stereotype Rollen schwarzer Schauspieler zu verkörpern. So spielte er in der Science-Fiction-Serie Raumschiff Enterprise in einer Episode den ranghohen Offizier Stone und in der Fernsehserie Peyton Place gegen Ende der 1960er Jahre in 35 Episoden den Neurochirurgen Dr. Harry Miles. Besonders bekannt war er für seine Rollen als Sprecher, vor allem in unzähligen Trailern für Kinofilme.

## Filmografie (Auswahl)
- 1955: No Longer Vanishing (Sprechrolle als Erzähler)
- 1966: Tausend Gewehre für Golden Hill (The Plainsman)
- 1966: Auf der Flucht (The Fugitive, Fernsehserie, eine Folge)
- 1966: Daktari (Fernsehserie, eine Folge)
- 1966–1970: Kobra, übernehmen Sie (Fernsehserie, vier Folgen)
- 1967: Raumschiff Enterprise (Star Trek, Fernsehserie, eine Folge)
- 1968–1969: Peyton Place (Fernsehserie, 35 Folgen)
- 1968: Das Herz ist ein einsamer Jäger (The Heart Is a Lonely Hunter)
- 1970: Tod eines Bürgers (The Old Man Who Cried Wolf; Fernsehfilm)
- 1970–1971: The Silent Force (Fernsehserie, 15 Folgen)
- 1972: Polizeiarzt Simon Lark (Dr. Simon Locke, Fernsehserie, 1 Folge)
- 1973: Genesis II (Fernsehfilm)
- 1976–1977: Executive Suite (Fernsehserie, acht Folgen)
- 1979: Roots – Die nächsten Generationen (Roots: The Next Generations; Fernseh-Miniserie, eine Folge)
- 1980: Sanford (Fernsehserie, 13 Folgen)
- 1980: Barnaby Jones (Fernsehserie, 1 Folge)
- 1980: Galaxina (Stimme von „Ordric“)
- 1981: Heavy Metal (Stimme des „Loc-Nar“)
- 1982–1985: Benson (Fernsehserie, fünf Folgen)
- 1987: Perry Mason und das Hotel des Schreckens (Perry Mason: The Case of the Sinister Spirit; Fernsehfilm)